# Hurtmold
Hurtmold est un groupe brésilien de rock, originaire de São Paulo. La première formation comprend Maurício Takara (batterie, vibraphone, trompette), Guilherme Granado (clavier, vibraphone, gammes), Marcos Gerez (basse), Mário Cappi (guitare) et Fernando Cappi (guitare). En 2003, Rogério Martins rejoint le groupe (percussions et clarinette), complétant ainsi la formation qui perdure depuis.

## Histoire
Le premier contact du groupe a lieu en 1995, lorsque Granado (clavier) rencontre Mário (guitare) et Gerez (basse) lors de leur première année de lycée et qu'ils commencent à traîner à El Rocha, le studio appartenant à la famille du batteur Takara, qui est une sorte de Mecque du rock indépendant à São Paulo entre la fin des années 1990 et le début des années 2000. Le groupe est formé en 1998 à São Paulo.
La chanson Sabo du groupe est incluse dans une compilation de morceaux publiée en 2008 par le magazine français Brazuca.
En novembre 2010, ils se produisent au festival Planeta Terra à São Paulo. En 2016, ils sortent l'album Curado en partenariat avec Paulo Santos (ex-Uakti), qui est élu par le magazine Rolling Stone Brasil comme le 15e meilleur album brésilien de 2016. En 2019, ils sont nommés par le portail russe Ultimate Guitar 35e meilleur groupe de rock au Brésil.

## Style musical
Le groupe est connu pour faire un post-rock plus vigoureux que le post-rock conventionnel, utilisant beaucoup d'instruments à percussion, avec des influences diverses allant du jazz, de la musique minimaliste, du punk rock, du funk nord-américain, de la musique électronique, aux rythmes régionaux de la musique brésilienne. Une autre caractéristique de Hurtmold est le fait que ses membres échangent leurs instruments pendant les concerts.

## Discographie

### Albums studio
- 2000 : Et Cetera
- 2002 : Cozido
- 2003 : Hurtmold/The Eternals - split
- 2004 : Mestro
- 2008 : Hurtmold
- 2012 : Mils Crianças

### Démos
- 1998 : Everyday Recording
- 1999 : 3am: A Fonte Secou...